# 산타마리아아몬테
산타마리아아몬테(Santa Maria a Monte)는 이탈리아 토스카나주의 피사도에 위치한 코무네 (지방자치단체)이다. 피렌체에서 서쪽 약 45 킬로미터 (28 mi) 피사에서 동쪽 약 25 킬로미터 (16 mi) 거리에 있다.

## 지리
주요 '프라치오니'에는 케레티, 몬테칼볼리, 산도나토, 타볼라이아 등이 있다.

## 역사
군사적으로 전략적인 중요성으로 유명한 (언덕 위치가 적 공격의 방어를 용이하게 했다), 산타마리아아몬테는 항상 토스카나 도시 국가들 사이에 분쟁의 대상이었다. 실제로, 산타마리아아몬테는 루카의 영향에서 피렌체의 영향권으로 넘어갔고, 마지막에는 피사의 영토가 되었다.
유명 랜드마크는 카르두치 저택 (Casa Carducci)으로, 이탈리아 시인 조수에 카르두치가 이곳에서 어린 시절을 보냈다고 전해진다.

## 팔로르니
팔로르니의 '로칼리타'는 약 120명이고 (2005) 해발 80 미터 (260 ft)에 있다. 팔로르니 주변으로 넓은 숲과 경작지들, 특히 올리브 나무가 존재한다. 체르바이에 (Cerbaie)라고 하는 많이 우거지지 않은 구릉지대에 위치해 있다. 유일한 산업은 레스토랑이다.

## 자매 도시
- 프랑스 퐁비에이 1991년 이후
- 스페인 타르다호스
- 스페인 라베데라스칼사다스